# نائبة الرئيس (مسلسل)
نائبة الرئيس أو فيب (بالإنجليزية: Veep) مُسلسل كوميدي سياسي أمريكي، من إعداد أرماندو لانيتشي وبطولة جوليا لويس دريفوس، آنا كلمسكي و توني هايل. عرض على قناة "HBO" في 22 أبريل، 2012.
تدور أحداث المسلسل في مكتب نائبة الرئيس الأمريكي سيلينا ماير. يتابع المسلسل قصتها هي وفريق عملها وهم يديرون البيت الأبيض في واشنطن. بدأ عرض الموسم الخامس من المسلسل في 24 أبريل، 2016، وجدد لموسم سادس عرض في 2017، وعرض الموسم السابع والأخير في عام 2019.
حصل المسلسل على إستحسان النقاد وفاز بعدة جوائز. رُشح المسلسل أربعة مرات متتالية لجوائز الإيمي برايم تايم لأفضل مسلسل كوميدي، وفاز بالجائزة في موسمهُ الرابع. فازت بطلة المسلسل جوليا لوي دريفوس بخمسة جوائز إيمي متتالية.

## الممثلين والشخصيات

### شخصيات رئيسية
- جوليا لوي دريفوس بدور سيلينا ماير:[4] سيناتورة سابقة من ولاية ماريلاند، في بداية المسلسل تشغل سيلينا منصب نائبة الرئيس الأمريكي، وبعد استقالة الرئيس لأسباب شخصية في الموسم الثالث تصبح سيلينا رئيسة الولايات المتحدة. سيلينا مطلقة ولديها ابنة واحدة من زوجها السابق.
- آنا كلمسكي بدور أيمي بروكهايمر:[5] مديرة مكتب الرئيسة الأمريكية.
- توني هايل بدور غاري والش:[6] مساعد وصديق سيلينا المُقرب.
- ريد سكوت بدور دان إيغان:[7] نائب مدير الاتصالات في مكتب نائبة الرئيس الأمريكي.
- تيموثي سيمنز بدور جوناه رايان.[8]
- مات والش بدور مايك مكلينتوك.[9]
- صوفي برادشو بدور سو ويلسون: سكرتيرة نائبة الرئيس.[10]
- كيفن دان بدور بين كافيرتي.[11]
- غاري كول بدور كينت ديفيدسون.[12]
- سام ريتشيردسون بدور ريتشارد سبليت.

### شخصيات متكررة
- دان بيكادال، بدور: روجر فورلونغ
- راندال بارك، بدور: داني تشانغ
- فيل ريفز، بدور: أندرو دويل
- سارة سيثرلاند، بدور: كاثرين ماير
- نيلسن فرانكلين، بدور: ويل
- بيتر غروس، بدور: سيدني بورسيل
- برايان هسكي، بدور: ليون ويست
- براد ليلاند، بدور: بيل أوبراين
- ويليام إل. توماس، بدور: مارتن كولينس
- أندي باكلي، بدور: تيد كولين
- إيزاياه ويتلوك الابن، بدور: القائد. جورج مادوكس
- زاك وودس، بدور: إيد ويبستر
- ديفيد راسكي، بدور: جيم واروود
- ديدريخ بادر، بدور: بيل إيريكسون
- كاثي نجيمي، بدور: ويندي كيغان
- بول فيتزجيرالد، بدور: أوين بيرس
- غلين وارج، بدور: جو ثورنهيل
- باتن اوزوالت، بدور: تيدي سايكس
- جيسي إينيس، بدور: لي باتيرسون
- هيو لوري، بدور: توم جيمس
- جون سلاتيري، بدور: تشارلي بايرد الابن
- مارتن مول، بدور: بوب برادلي
- كلا دوفال، بدور: مارجوري بالميوتي
- بيتر ماكنيكول، بدور: جيف كاين

## الحلقات

### نظرة عامة
| الموسم | الحلقات | الحلقات | الأصلي        | الأصلي        |
| الموسم | الحلقات | الحلقات | الأول         | الأخير        |
| ------ | ------- | ------- | ------------- | ------------- |
| 1      | 8       | 8       | 22 أبريل 2012 | 10 يونيو 2012 |
| 2      | 10      | 10      | 14 أبريل 2013 | 23 يونيو 2013 |
| 3      | 10      | 10      | 6 أبريل 2014  | 8 يونيو 2014  |
| 4      | 10      | 10      | 12 أبريل 2015 | 14 يونيو 2015 |
| 5      | 10      | 10      | 24 أبريل 2016 | 26 يونيو 2016 |
| 6      | 10      | 10      | 16 أبريل 2017 | 25 يونيو 2017 |
| 7      | 7       | 7       | 31 مارس 2019  | 12 مايو 2019  |

## وصلات خارجية
- الموقع الرسمي
- نائبة الرئيس على موقع IMDb (الإنجليزية)
- نائبة الرئيس على موقع ميتاكريتيك (الإنجليزية)
- نائبة الرئيس على موقع الموسوعة البريطانية (الإنجليزية)
- نائبة الرئيس على موقع روتن توميتوز (الإنجليزية)
- نائبة الرئيس على موقع كينوبويسك (الروسية)
- نائبة الرئيس على موقع ألو سيني (الفرنسية)
- نائبة الرئيس على موقع قاعدة بيانات الفيلم (الإنجليزية)

قالب:جوائز الايمي أفضل مسلسل كوميدي